# Santa Helena de Minas (ort)
Santa Helena de Minas är en ort i Brasilien.   Den ligger i kommunen Santa Helena de Minas och delstaten Minas Gerais, i den sydöstra delen av landet, 800 km öster om huvudstaden Brasília. Santa Helena de Minas ligger 295 meter över havet och antalet invånare är 4 503.
Terrängen runt Santa Helena de Minas är platt söderut, men norrut är den kuperad. Santa Helena de Minas ligger nere i en dal. Runt Santa Helena de Minas är det glesbefolkat, med 13 invånare per kvadratkilometer.. Det finns inga andra samhällen i närheten.
Omgivningarna runt Santa Helena de Minas är huvudsakligen savann.